# Río Rao
El río Rao es un río de montaña del norte de la península ibérica, afluente del río Navia. 

## Curso
Baja de la sierra de Ancares, en la comarca de los Ancares, provincia de Lugo. Nace de la confluencia del río Murias con el río Balouta en Murias de Rao, atraviesa la parroquia Rao y se junta con el río Navia en el lugar de Ponte de Rio de Pé. Es un río de régimen nivo-fluvial.
En su último tramo entre Rao y el río Navia, el curso del río se encajona en una estrecha garganta de pizarra entre peñas escarpadas. Una antigua ruta de senderismo, la PR-G-56, seguía el valle pero está deshomologada. El recorrido es escarpado, con importantes desniveles y el acceso al río es dificultado por la densa vegetación típica de bosque de ribera caducifolio con castaños, acebos y robles, entre otros árboles y arbustos. La mayor parte de las aldeas del valle, como Embernallúas o Murúas, están deshabitadas y desde el río Navia la primera habitada que se encuentra es Prebello, camino de Meda y Rao.
Varios tipos de construcciones vernáculas jalonan el valle: los famosos cortins, que son muros de piedra circulares que se utilizan para proteger los trovos (colmenas tradicionales de madera) de los ataques de los osos; las ouriceiras, para secar y conservar las castañas, las pallozas, molinos, hórreos, etc.